# Masueco
Masueco (également connu sous le nom de Masueco de la Ribera) est une commune de la province de Salamanque dans la communauté autonome de Castille-et-León en Espagne.

## Géographie
Masueco est située au nord-ouest de la province à 97 kilomètres de Salamanque.
Elle est située dans la zone du parc naturel de Arribes del Duero, près de la frontière avec le Portugal séparé par la rivière Duero. Elle se situe à une altitude de 684 m au-dessus du niveau du mer.
Le biome est subtropicale.

## Économie
Ce village traditionnel contient approximativement de moins de 400 habitants qui vivent de l'agriculture et de l'élevage.

## Sites et patrimoine
- Pozo de los Humos (es) (puits des fumées en français)
C'est une cascade spectaculaire de plus de 50 m située dans le cours de l'Uces, à son passage sur la commune de Masueco sur la rive gauche et de Pereña de la Ribera sur la rive droite. C'est un des sites touristiques les plus visités du parc naturel de Arribes del Duero
- Pozo de los Lirios (es)
Le Pozo de los Lirios est également connu sous le nom Cola de Caballo et signalisé comme Cascada del Pinero.

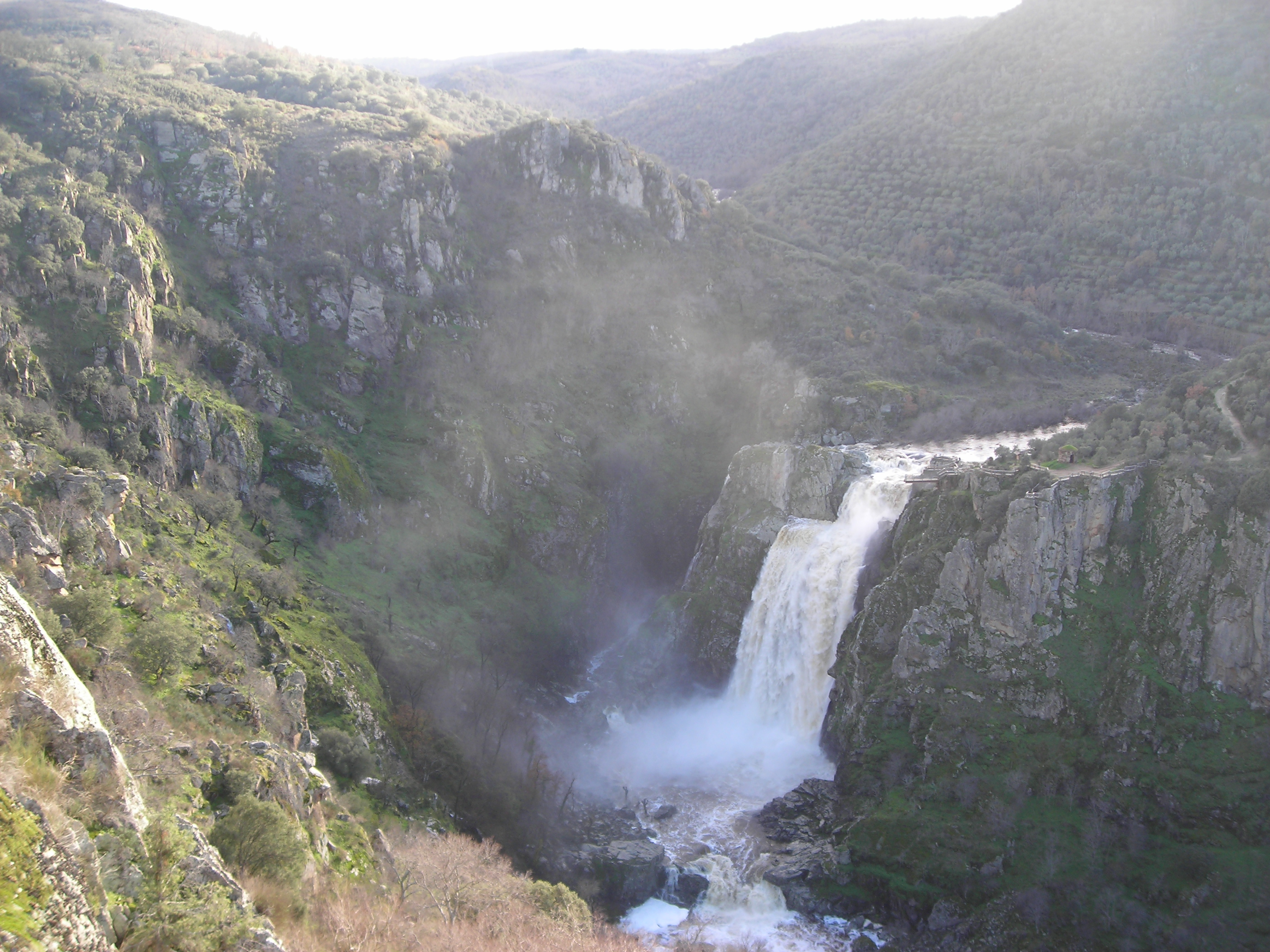
Pozo de los Humos.
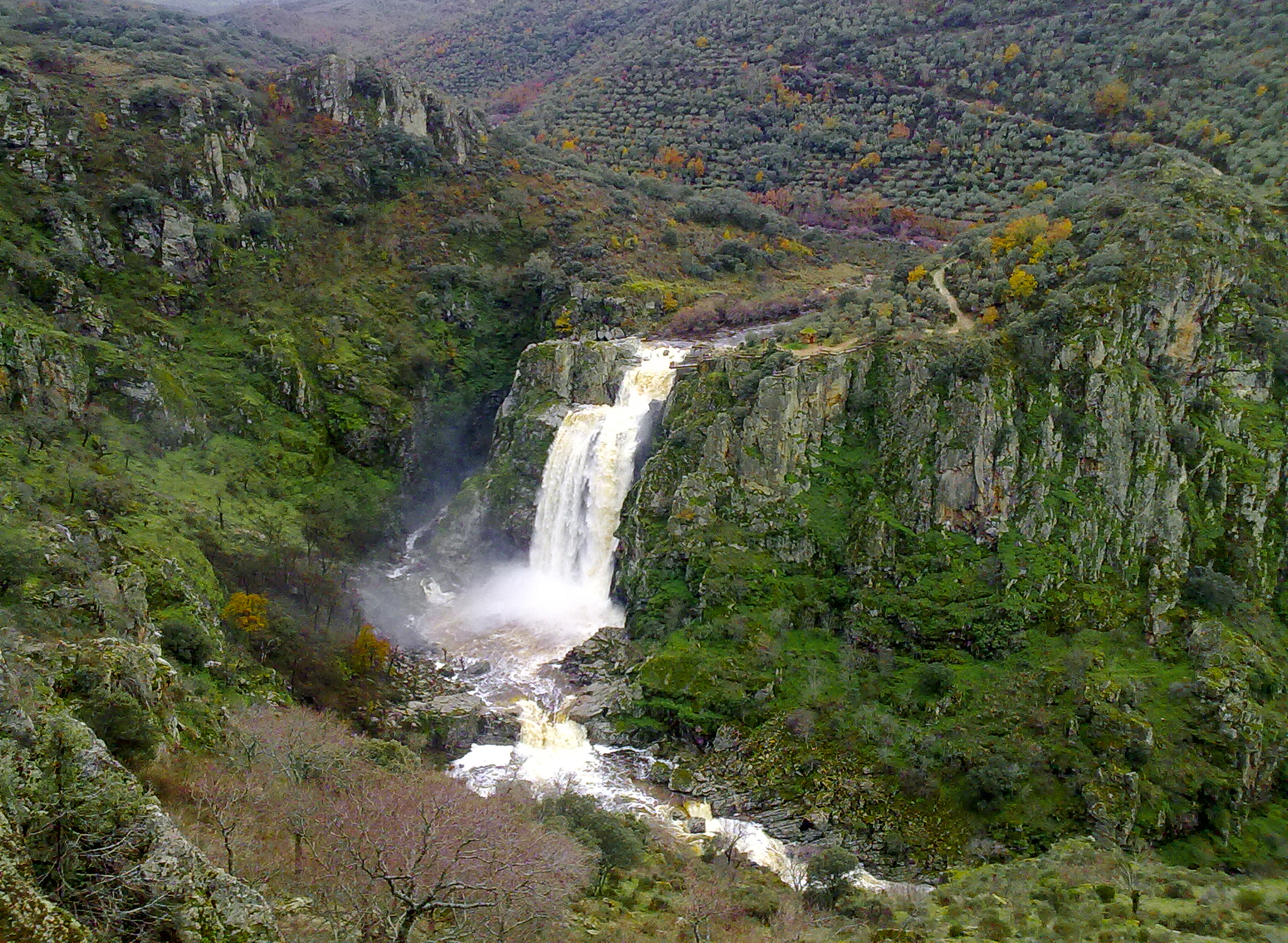
Pozo de los Humos.
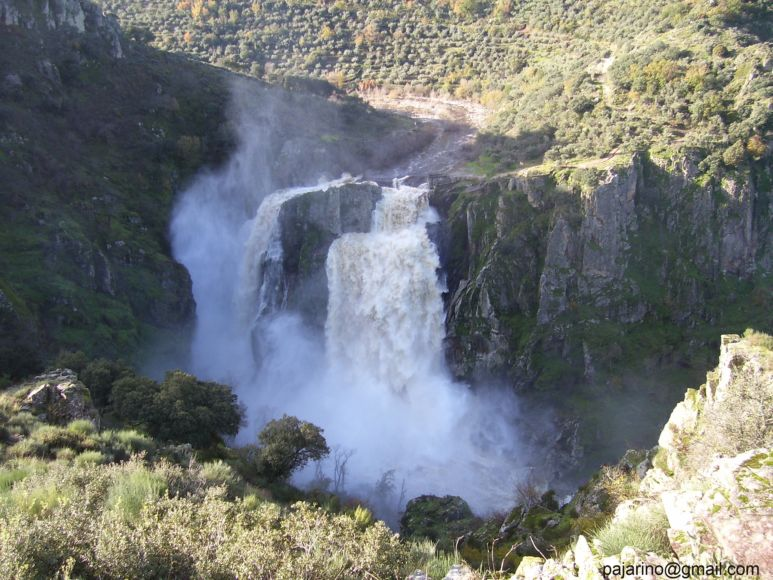
Pozo de los Humos.
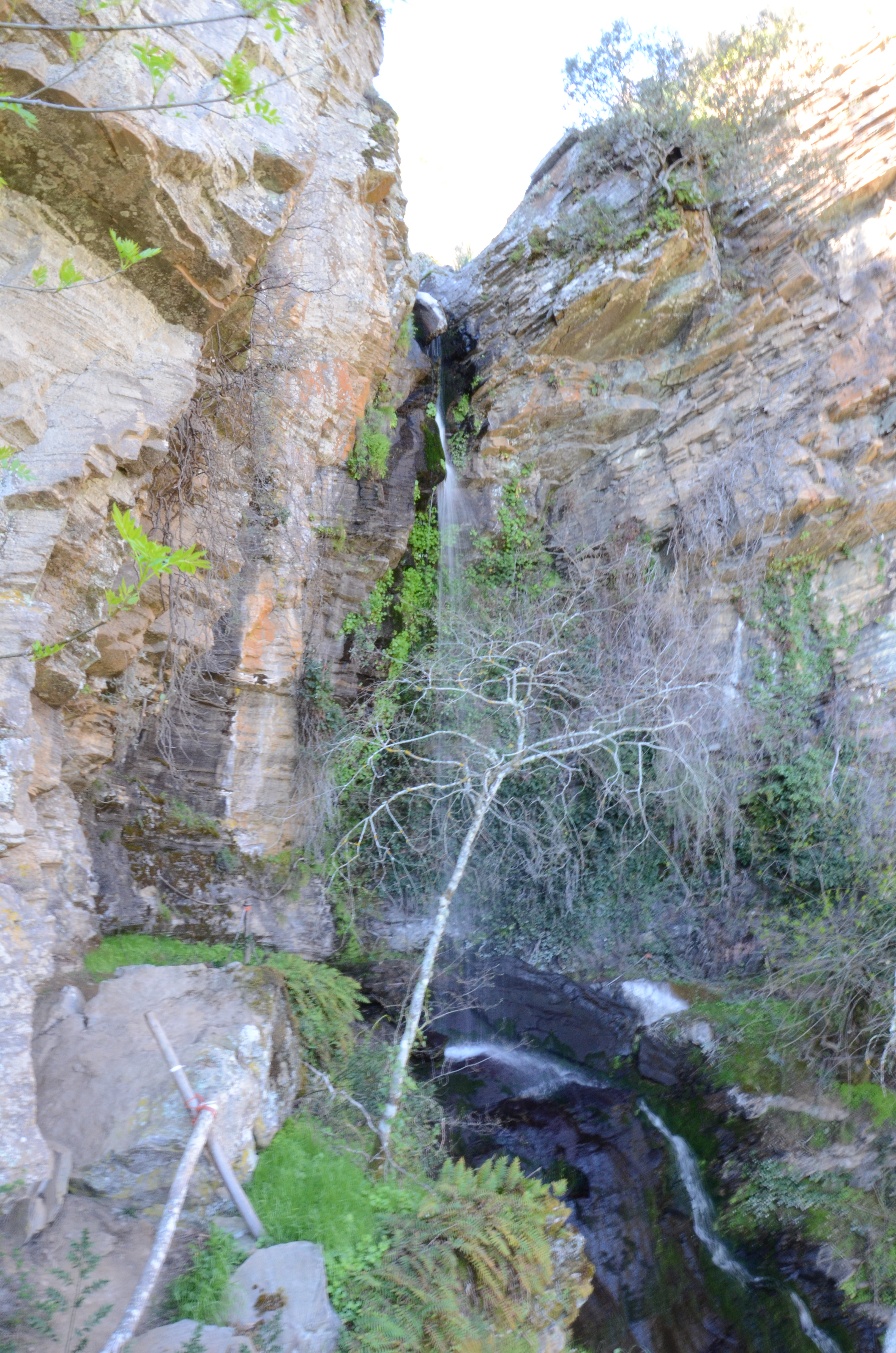
Cascade del Pinero.